# Square Vitruve
Le square Vitruve est une voie du 20e arrondissement de Paris, en France.

## Situation et accès
Le square Vitruve est une voie privée située dans le 20e arrondissement de Paris. Il débute au 76, rue Vitruve et se termine au 147, boulevard Davout.

## Origine du nom
Il porte ce nom en raison du voisinage de la rue éponyme qui rend hommage à l'architecte romain Vitruve (Ier siècle av. J.-C.).

## Historique
La voie est créée en 1972 dans le cadre de la rénovation de la ZAC Saint-Blaise et prend sa dénomination actuelle par un décret préfectoral du 18 avril 1973.